# 1415
Portal Geschichte | Portal Biografien | Aktuelle Ereignisse | Jahreskalender | Tagesartikel

◄ |
14. Jahrhundert |
15. Jahrhundert
| 16. Jahrhundert | ►

◄ |
1380er |
1390er |
1400er |
1410er
| 1420er | 1430er | 1440er | ►

◄◄ |
◄ |
1411 |
1412 |
1413 |
1414 |
1415
| 1416 | 1417 | 1418 | 1419 | ► | ►►
Staatsoberhäupter  · Nekrolog   · Musikjahr
| Januar | Januar | Januar | Januar | Januar | Januar | Januar | Januar |
| Kw     | Mo     | Di     | Mi     | Do     | Fr     | Sa     | So     |
| 1      |        | 1      | 2      | 3      | 4      | 5      | 6      |
| 2      | 7      | 8      | 9      | 10     | 11     | 12     | 13     |
| 3      | 14     | 15     | 16     | 17     | 18     | 19     | 20     |
| 4      | 21     | 22     | 23     | 24     | 25     | 26     | 27     |
| 5      | 28     | 29     | 30     | 31     |        |        |        |
| ------ | ------ | ------ | ------ | ------ | ------ | ------ | ------ |

| Februar | Februar | Februar | Februar | Februar | Februar | Februar | Februar |
| Kw      | Mo      | Di      | Mi      | Do      | Fr      | Sa      | So      |
| 5       |         |         |         |         | 1       | 2       | 3       |
| 6       | 4       | 5       | 6       | 7       | 8       | 9       | 10      |
| 7       | 11      | 12      | 13      | 14      | 15      | 16      | 17      |
| 8       | 18      | 19      | 20      | 21      | 22      | 23      | 24      |
| 9       | 25      | 26      | 27      | 28      |         |         |         |
| ------- | ------- | ------- | ------- | ------- | ------- | ------- | ------- |

| März | März | März | März | März | März | März | März |
| Kw   | Mo   | Di   | Mi   | Do   | Fr   | Sa   | So   |
| 9    |      |      |      |      | 1    | 2    | 3    |
| 10   | 4    | 5    | 6    | 7    | 8    | 9    | 10   |
| 11   | 11   | 12   | 13   | 14   | 15   | 16   | 17   |
| 12   | 18   | 19   | 20   | 21   | 22   | 23   | 24   |
| 13   | 25   | 26   | 27   | 28   | 29   | 30   | 31   |
| ---- | ---- | ---- | ---- | ---- | ---- | ---- | ---- |

| April | April | April | April | April | April | April | April |
| Kw    | Mo    | Di    | Mi    | Do    | Fr    | Sa    | So    |
| 14    | 1     | 2     | 3     | 4     | 5     | 6     | 7     |
| 15    | 8     | 9     | 10    | 11    | 12    | 13    | 14    |
| 16    | 15    | 16    | 17    | 18    | 19    | 20    | 21    |
| 17    | 22    | 23    | 24    | 25    | 26    | 27    | 28    |
| 18    | 29    | 30    |       |       |       |       |       |
| ----- | ----- | ----- | ----- | ----- | ----- | ----- | ----- |

| Mai | Mai | Mai | Mai | Mai | Mai | Mai | Mai |
| Kw  | Mo  | Di  | Mi  | Do  | Fr  | Sa  | So  |
| 18  |     |     | 1   | 2   | 3   | 4   | 5   |
| 19  | 6   | 7   | 8   | 9   | 10  | 11  | 12  |
| 20  | 13  | 14  | 15  | 16  | 17  | 18  | 19  |
| 21  | 20  | 21  | 22  | 23  | 24  | 25  | 26  |
| 22  | 27  | 28  | 29  | 30  | 31  |     |     |
| --- | --- | --- | --- | --- | --- | --- | --- |

| Juni | Juni | Juni | Juni | Juni | Juni | Juni | Juni |
| Kw   | Mo   | Di   | Mi   | Do   | Fr   | Sa   | So   |
| 22   |      |      |      |      |      | 1    | 2    |
| 23   | 3    | 4    | 5    | 6    | 7    | 8    | 9    |
| 24   | 10   | 11   | 12   | 13   | 14   | 15   | 16   |
| 25   | 17   | 18   | 19   | 20   | 21   | 22   | 23   |
| 26   | 24   | 25   | 26   | 27   | 28   | 29   | 30   |
| ---- | ---- | ---- | ---- | ---- | ---- | ---- | ---- |

| Juli | Juli | Juli | Juli | Juli | Juli | Juli | Juli |
| Kw   | Mo   | Di   | Mi   | Do   | Fr   | Sa   | So   |
| 27   | 1    | 2    | 3    | 4    | 5    | 6    | 7    |
| 28   | 8    | 9    | 10   | 11   | 12   | 13   | 14   |
| 29   | 15   | 16   | 17   | 18   | 19   | 20   | 21   |
| 30   | 22   | 23   | 24   | 25   | 26   | 27   | 28   |
| 31   | 29   | 30   | 31   |      |      |      |      |
| ---- | ---- | ---- | ---- | ---- | ---- | ---- | ---- |

| August | August | August | August | August | August | August | August |
| Kw     | Mo     | Di     | Mi     | Do     | Fr     | Sa     | So     |
| 31     |        |        |        | 1      | 2      | 3      | 4      |
| 32     | 5      | 6      | 7      | 8      | 9      | 10     | 11     |
| 33     | 12     | 13     | 14     | 15     | 16     | 17     | 18     |
| 34     | 19     | 20     | 21     | 22     | 23     | 24     | 25     |
| 35     | 26     | 27     | 28     | 29     | 30     | 31     |        |
| ------ | ------ | ------ | ------ | ------ | ------ | ------ | ------ |

| September | September | September | September | September | September | September | September |
| Kw        | Mo        | Di        | Mi        | Do        | Fr        | Sa        | So        |
| 35        |           |           |           |           |           |           | 1         |
| 36        | 2         | 3         | 4         | 5         | 6         | 7         | 8         |
| 37        | 9         | 10        | 11        | 12        | 13        | 14        | 15        |
| 38        | 16        | 17        | 18        | 19        | 20        | 21        | 22        |
| 39        | 23        | 24        | 25        | 26        | 27        | 28        | 29        |
| 40        | 30        |           |           |           |           |           |           |
| --------- | --------- | --------- | --------- | --------- | --------- | --------- | --------- |

| Oktober | Oktober | Oktober | Oktober | Oktober | Oktober | Oktober | Oktober |
| Kw      | Mo      | Di      | Mi      | Do      | Fr      | Sa      | So      |
| 40      |         | 1       | 2       | 3       | 4       | 5       | 6       |
| 41      | 7       | 8       | 9       | 10      | 11      | 12      | 13      |
| 42      | 14      | 15      | 16      | 17      | 18      | 19      | 20      |
| 43      | 21      | 22      | 23      | 24      | 25      | 26      | 27      |
| 44      | 28      | 29      | 30      | 31      |         |         |         |
| ------- | ------- | ------- | ------- | ------- | ------- | ------- | ------- |

| November | November | November | November | November | November | November | November |
| Kw       | Mo       | Di       | Mi       | Do       | Fr       | Sa       | So       |
| 44       |          |          |          |          | 1        | 2        | 3        |
| 45       | 4        | 5        | 6        | 7        | 8        | 9        | 10       |
| 46       | 11       | 12       | 13       | 14       | 15       | 16       | 17       |
| 47       | 18       | 19       | 20       | 21       | 22       | 23       | 24       |
| 48       | 25       | 26       | 27       | 28       | 29       | 30       |          |
| -------- | -------- | -------- | -------- | -------- | -------- | -------- | -------- |

| Dezember | Dezember | Dezember | Dezember | Dezember | Dezember | Dezember | Dezember |
| Kw       | Mo       | Di       | Mi       | Do       | Fr       | Sa       | So       |
| 48       |          |          |          |          |          |          | 1        |
| 49       | 2        | 3        | 4        | 5        | 6        | 7        | 8        |
| 50       | 9        | 10       | 11       | 12       | 13       | 14       | 15       |
| 51       | 16       | 17       | 18       | 19       | 20       | 21       | 22       |
| 52       | 23       | 24       | 25       | 26       | 27       | 28       | 29       |
| 1        | 30       | 31       |          |          |          |          |          |
| -------- | -------- | -------- | -------- | -------- | -------- | -------- | -------- |

| Januar | Januar | Januar | Januar | Januar | Januar | Januar | Januar |
| Kw     | Mo     | Di     | Mi     | Do     | Fr     | Sa     | So     |
| 1      |        | 1      | 2      | 3      | 4      | 5      | 6      |
| 2      | 7      | 8      | 9      | 10     | 11     | 12     | 13     |
| 3      | 14     | 15     | 16     | 17     | 18     | 19     | 20     |
| 4      | 21     | 22     | 23     | 24     | 25     | 26     | 27     |
| 5      | 28     | 29     | 30     | 31     |        |        |        |
| ------ | ------ | ------ | ------ | ------ | ------ | ------ | ------ |

| Februar | Februar | Februar | Februar | Februar | Februar | Februar | Februar |
| Kw      | Mo      | Di      | Mi      | Do      | Fr      | Sa      | So      |
| 5       |         |         |         |         | 1       | 2       | 3       |
| 6       | 4       | 5       | 6       | 7       | 8       | 9       | 10      |
| 7       | 11      | 12      | 13      | 14      | 15      | 16      | 17      |
| 8       | 18      | 19      | 20      | 21      | 22      | 23      | 24      |
| 9       | 25      | 26      | 27      | 28      |         |         |         |
| ------- | ------- | ------- | ------- | ------- | ------- | ------- | ------- |

| März | März | März | März | März | März | März | März |
| Kw   | Mo   | Di   | Mi   | Do   | Fr   | Sa   | So   |
| 9    |      |      |      |      | 1    | 2    | 3    |
| 10   | 4    | 5    | 6    | 7    | 8    | 9    | 10   |
| 11   | 11   | 12   | 13   | 14   | 15   | 16   | 17   |
| 12   | 18   | 19   | 20   | 21   | 22   | 23   | 24   |
| 13   | 25   | 26   | 27   | 28   | 29   | 30   | 31   |
| ---- | ---- | ---- | ---- | ---- | ---- | ---- | ---- |

| April | April | April | April | April | April | April | April |
| Kw    | Mo    | Di    | Mi    | Do    | Fr    | Sa    | So    |
| 14    | 1     | 2     | 3     | 4     | 5     | 6     | 7     |
| 15    | 8     | 9     | 10    | 11    | 12    | 13    | 14    |
| 16    | 15    | 16    | 17    | 18    | 19    | 20    | 21    |
| 17    | 22    | 23    | 24    | 25    | 26    | 27    | 28    |
| 18    | 29    | 30    |       |       |       |       |       |
| ----- | ----- | ----- | ----- | ----- | ----- | ----- | ----- |

| Mai | Mai | Mai | Mai | Mai | Mai | Mai | Mai |
| Kw  | Mo  | Di  | Mi  | Do  | Fr  | Sa  | So  |
| 18  |     |     | 1   | 2   | 3   | 4   | 5   |
| 19  | 6   | 7   | 8   | 9   | 10  | 11  | 12  |
| 20  | 13  | 14  | 15  | 16  | 17  | 18  | 19  |
| 21  | 20  | 21  | 22  | 23  | 24  | 25  | 26  |
| 22  | 27  | 28  | 29  | 30  | 31  |     |     |
| --- | --- | --- | --- | --- | --- | --- | --- |

| Juni | Juni | Juni | Juni | Juni | Juni | Juni | Juni |
| Kw   | Mo   | Di   | Mi   | Do   | Fr   | Sa   | So   |
| 22   |      |      |      |      |      | 1    | 2    |
| 23   | 3    | 4    | 5    | 6    | 7    | 8    | 9    |
| 24   | 10   | 11   | 12   | 13   | 14   | 15   | 16   |
| 25   | 17   | 18   | 19   | 20   | 21   | 22   | 23   |
| 26   | 24   | 25   | 26   | 27   | 28   | 29   | 30   |
| ---- | ---- | ---- | ---- | ---- | ---- | ---- | ---- |

| Juli | Juli | Juli | Juli | Juli | Juli | Juli | Juli |
| Kw   | Mo   | Di   | Mi   | Do   | Fr   | Sa   | So   |
| 27   | 1    | 2    | 3    | 4    | 5    | 6    | 7    |
| 28   | 8    | 9    | 10   | 11   | 12   | 13   | 14   |
| 29   | 15   | 16   | 17   | 18   | 19   | 20   | 21   |
| 30   | 22   | 23   | 24   | 25   | 26   | 27   | 28   |
| 31   | 29   | 30   | 31   |      |      |      |      |
| ---- | ---- | ---- | ---- | ---- | ---- | ---- | ---- |

| August | August | August | August | August | August | August | August |
| Kw     | Mo     | Di     | Mi     | Do     | Fr     | Sa     | So     |
| 31     |        |        |        | 1      | 2      | 3      | 4      |
| 32     | 5      | 6      | 7      | 8      | 9      | 10     | 11     |
| 33     | 12     | 13     | 14     | 15     | 16     | 17     | 18     |
| 34     | 19     | 20     | 21     | 22     | 23     | 24     | 25     |
| 35     | 26     | 27     | 28     | 29     | 30     | 31     |        |
| ------ | ------ | ------ | ------ | ------ | ------ | ------ | ------ |

| September | September | September | September | September | September | September | September |
| Kw        | Mo        | Di        | Mi        | Do        | Fr        | Sa        | So        |
| 35        |           |           |           |           |           |           | 1         |
| 36        | 2         | 3         | 4         | 5         | 6         | 7         | 8         |
| 37        | 9         | 10        | 11        | 12        | 13        | 14        | 15        |
| 38        | 16        | 17        | 18        | 19        | 20        | 21        | 22        |
| 39        | 23        | 24        | 25        | 26        | 27        | 28        | 29        |
| 40        | 30        |           |           |           |           |           |           |
| --------- | --------- | --------- | --------- | --------- | --------- | --------- | --------- |

| Oktober | Oktober | Oktober | Oktober | Oktober | Oktober | Oktober | Oktober |
| Kw      | Mo      | Di      | Mi      | Do      | Fr      | Sa      | So      |
| 40      |         | 1       | 2       | 3       | 4       | 5       | 6       |
| 41      | 7       | 8       | 9       | 10      | 11      | 12      | 13      |
| 42      | 14      | 15      | 16      | 17      | 18      | 19      | 20      |
| 43      | 21      | 22      | 23      | 24      | 25      | 26      | 27      |
| 44      | 28      | 29      | 30      | 31      |         |         |         |
| ------- | ------- | ------- | ------- | ------- | ------- | ------- | ------- |

| November | November | November | November | November | November | November | November |
| Kw       | Mo       | Di       | Mi       | Do       | Fr       | Sa       | So       |
| 44       |          |          |          |          | 1        | 2        | 3        |
| 45       | 4        | 5        | 6        | 7        | 8        | 9        | 10       |
| 46       | 11       | 12       | 13       | 14       | 15       | 16       | 17       |
| 47       | 18       | 19       | 20       | 21       | 22       | 23       | 24       |
| 48       | 25       | 26       | 27       | 28       | 29       | 30       |          |
| -------- | -------- | -------- | -------- | -------- | -------- | -------- | -------- |

| Dezember | Dezember | Dezember | Dezember | Dezember | Dezember | Dezember | Dezember |
| Kw       | Mo       | Di       | Mi       | Do       | Fr       | Sa       | So       |
| 48       |          |          |          |          |          |          | 1        |
| 49       | 2        | 3        | 4        | 5        | 6        | 7        | 8        |
| 50       | 9        | 10       | 11       | 12       | 13       | 14       | 15       |
| 51       | 16       | 17       | 18       | 19       | 20       | 21       | 22       |
| 52       | 23       | 24       | 25       | 26       | 27       | 28       | 29       |
| 1        | 30       | 31       |          |          |          |          |          |
| -------- | -------- | -------- | -------- | -------- | -------- | -------- | -------- |

## Ereignisse

### Politik und Weltgeschehen

#### Portugal
- 21. August: Portugiesische Seefahrer mit König Johann I. an der Spitze nehmen die Stadt Ceuta an der marokkanischen Küste nach einer gewonnenen Schlacht für ihr Land in Besitz und begründen die Algarve jenseits des Meeres. Damit beginnt die überseeische Expansion der Europäer.

#### England/Frankreich

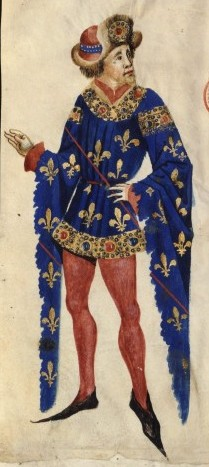
Jean I. de Bourbon

- 1. Januar: Jean I. de Bourbon stiftet den Orden von der goldenen Fessel.
- 31. Juli: Richard of Conisburgh, 1. Earl of Cambridge, Henry Scrope, 3. Baron Scrope of Masham und Sir Thomas Grey of Heton planen, den englischen König Heinrich V. zu stürzen und durch Edmund Mortimer, 5. Earl of March zu ersetzen. Der potentielle Nutznießer, der erst kurz vor dem Losschlagen informiert wird, verrät den Southampton Plot, die Verschwörer werden verhaftet und Anfang August hingerichtet.
- 18. August bis 22. September: Die Belagerung von Harfleur im Hundertjährigen Krieg endet mit der Kapitulation der Stadt vor den englischen Truppen.
- 25. Oktober: Heinrich V., König von England, siegt durch den Einsatz von Langbogenschützen über ein fast doppelt so großes Heer der Franzosen in der Schlacht von Azincourt. Die Elite der französischen Armee wird vernichtet. Anstatt jedoch den spektakulären Erfolg zu nutzen und auf Paris zu marschieren, geht Heinrich V. nach Calais.

#### Heiliges Römisches Reich
- 16. Februar: Burggraf Friedrich von Nürnberg und Kurfürst Ludwig III. von der Pfalz treten der im Vorjahr gegründeten Sittichgesellschaft der Gegner Herzog Ludwigs VII. von Bayern-Ingolstadt bei.
- 20. März: Nachdem er Gegenpapst Johannes XXIII. zur Flucht aus Konstanz verholfen hat, wird über den Habsburger Friedrich IV., Herzog von Vorderösterreich und Graf von Tirol, die Reichsacht verhängt. Der deutsche König Sigmund forderte die Eidgenossen auf, den Aargau im Namen des Reiches zu erobern, obwohl sie erst drei Jahre zuvor einen Friedensvertrag mit Habsburg abgeschlossen haben. Bern zeigt am wenigsten Skrupel und lässt sofort Truppen losmarschieren. Zürich und die Innerschweizer Orte zögern zunächst, ziehen aber dennoch los, um den Bernern nicht alles überlassen zu müssen. Nur Uri beteiligt sich nicht am Feldzug.
- 18. April: Berner Truppen marschieren kampflos in Zofingen ein. Sechs Tage später werden Aarau, Brugg, Lenzburg und die Habsburg erobert, meist ohne große Gegenwehr. Luzern belagert Sursee und unterwirft das Michelsamt sowie die Ämter Meienberg und Richensee. Zürich besetzt das Freiamt Affoltern und das Kelleramt. Nach der Kapitulation Mellingens vereinigen sich die Zürcher mit den Truppen von Luzern, Glarus, Schwyz, Unterwalden und Zug. Zusammen erzwingen sie am 24. April die Kapitulation Bremgartens. Die Dörfer in der Gegend um Villmergen schließen sich freiwillig Luzern an.
- 30. April: Herzog Friedrich IV. trifft wieder in Konstanz ein, um mit Kaiser Sigismund über die Aufhebung der Reichsacht zu verhandeln.

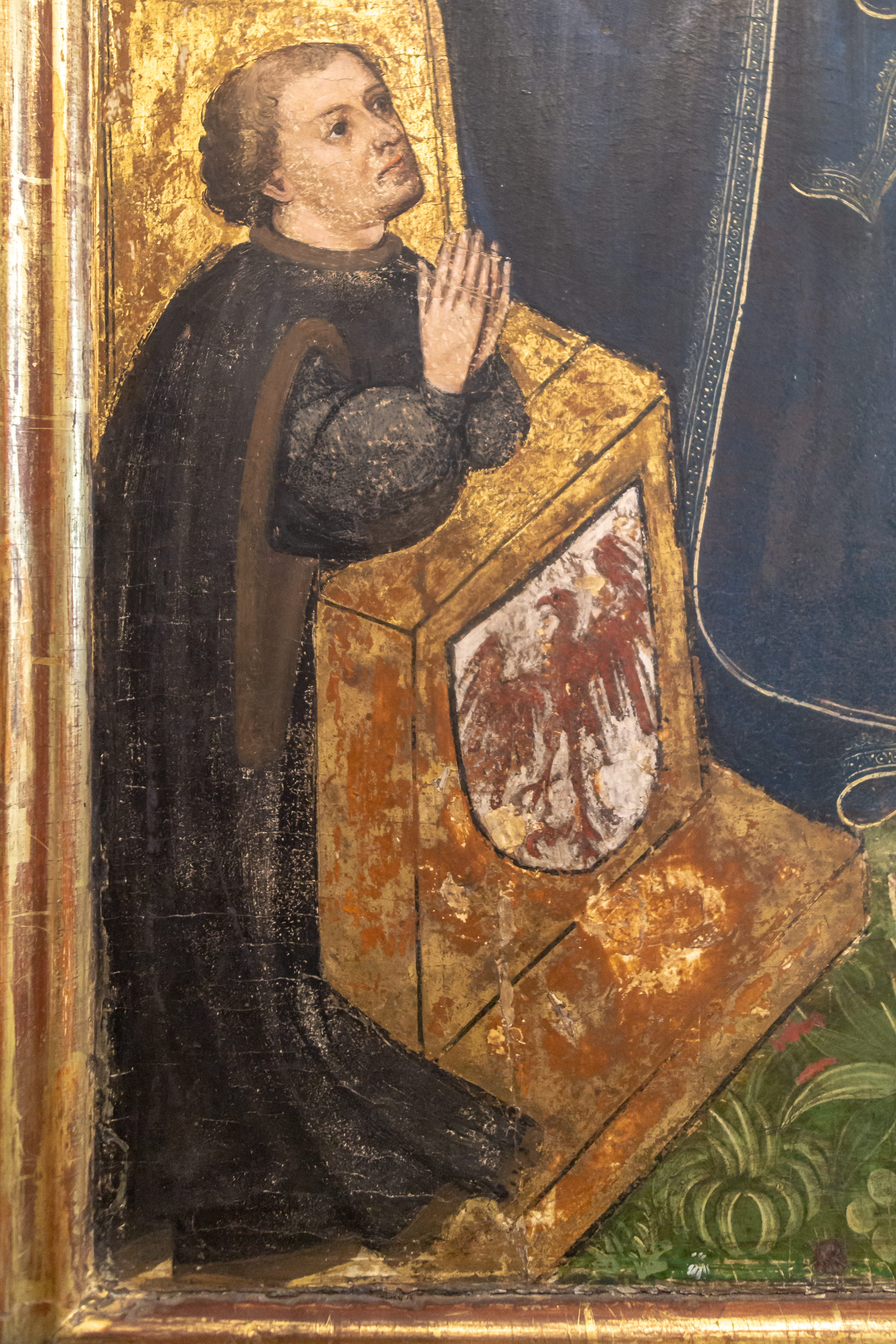
Kurfürst Friedrich I. von Brandenburg

- 30. April: König Sigismund ernennt den Burggrafen von Nürnberg Friedrich zum Markgrafen und Kurfürsten von Brandenburg. Damit beginnt dort die bis 1918 andauernde Herrschaft des Hauses Hohenzollern.
- 5./7. Mai: Herzog Friedrich IV. erlangt die Aufhebung von Kirchenbann und Reichsacht, muss dafür aber einige Gebiete der österreichischen Vorlande – den Berner Aargau, die Freien Ämter, die Grafschaft Baden sowie das Kelleramt – an die Eidgenossen abtreten sowie seine Ländereien im Elsaß, Breisgau, Schwaben und Tirol in die Hände des Kaisers legen. Er verbleibt anschließend für elf Monate in Geiselhaft des Kaisers.
- 8. Juli: Während des Konzils von Konstanz treffen einander die Mitglieder der Sittichgesellschaft und wandeln sie in ein auf Lebenszeit Ludwigs VII. geschlossenes Verteidigungsbündnis um, die Konstanzer Liga. Sie verpflichten sich zu gegenseitiger Hilfeleistung und nutzen in den nächsten Jahren ihren Einfluss im Reich, um Ludwig zu schädigen.

#### Süditalien

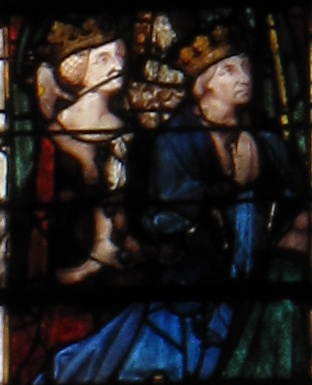
Jacques de Bourbon und Johanna II. (Chartres)

- Jacques II. de Bourbon, comte de La Marche, Fürst von Tarent, heiratet Königin Johanna II. von Neapel. Er lässt Johannas Geliebten Pandolfo Alopo töten und den Condottiere Muzio Attendolo Sforza, der großen Einfluss auf sie ausgeübt hat, einkerkern. Als er sich jedoch zum König krönen lässt, wird er von den Baronen festgesetzt, die ihn zwingen, Sforza freizulassen und auf das Königtum zu verzichten.

#### Byzantinisches Reich
- 8. April: Unter der Leitung des byzantinischen Kaisers Manuel II. beginnen mit Tausenden von Arbeitern Reparaturen am antiken Hexamilion. Das Bauwerk beim Isthmus von Korinth soll den Peloponnes vor Angriffen aus Norden schützen.

#### Afrika
- Das äthiopische Kaiserreich Abessinien unter negus Isaak erobert und annektiert das Sultanat Ifat. Daraufhin übernimmt das neu gegründete Sultanat Adal am Golf von Aden die Führung im Kampf gegen Äthiopien.

### Kultur und Gesellschaft

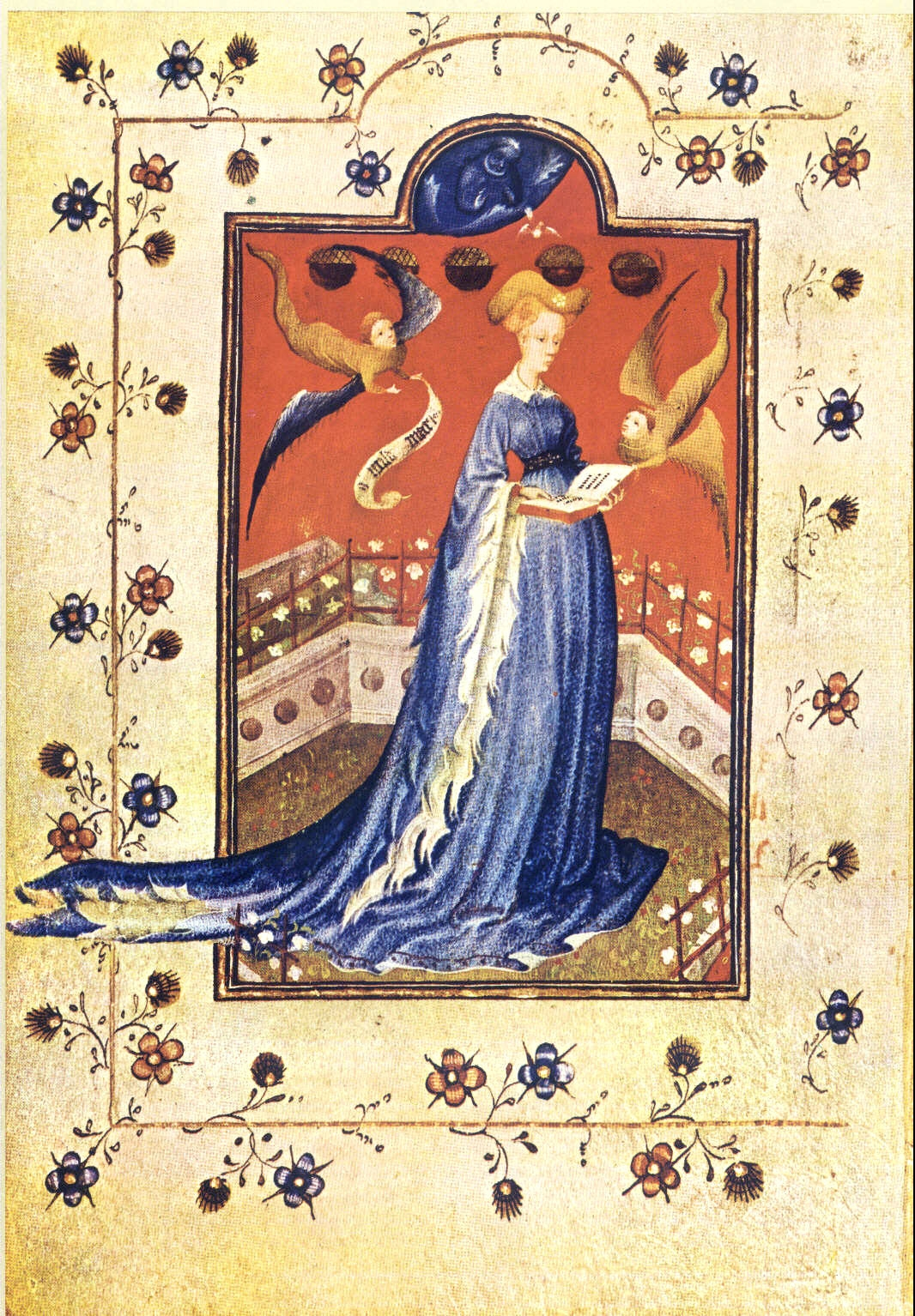
Miniatur Verkündigung, zugleich Maria von Geldern

- 23. Februar: Das Gebetbuch der Maria von Geldern, ein gotisches Stundenbuch, wird vollendet.
- um 1415: Der Bau der spätgotischen St.-Marien-Kirche in Winsen beginnt.

### Religion

#### Konzil von Konstanz

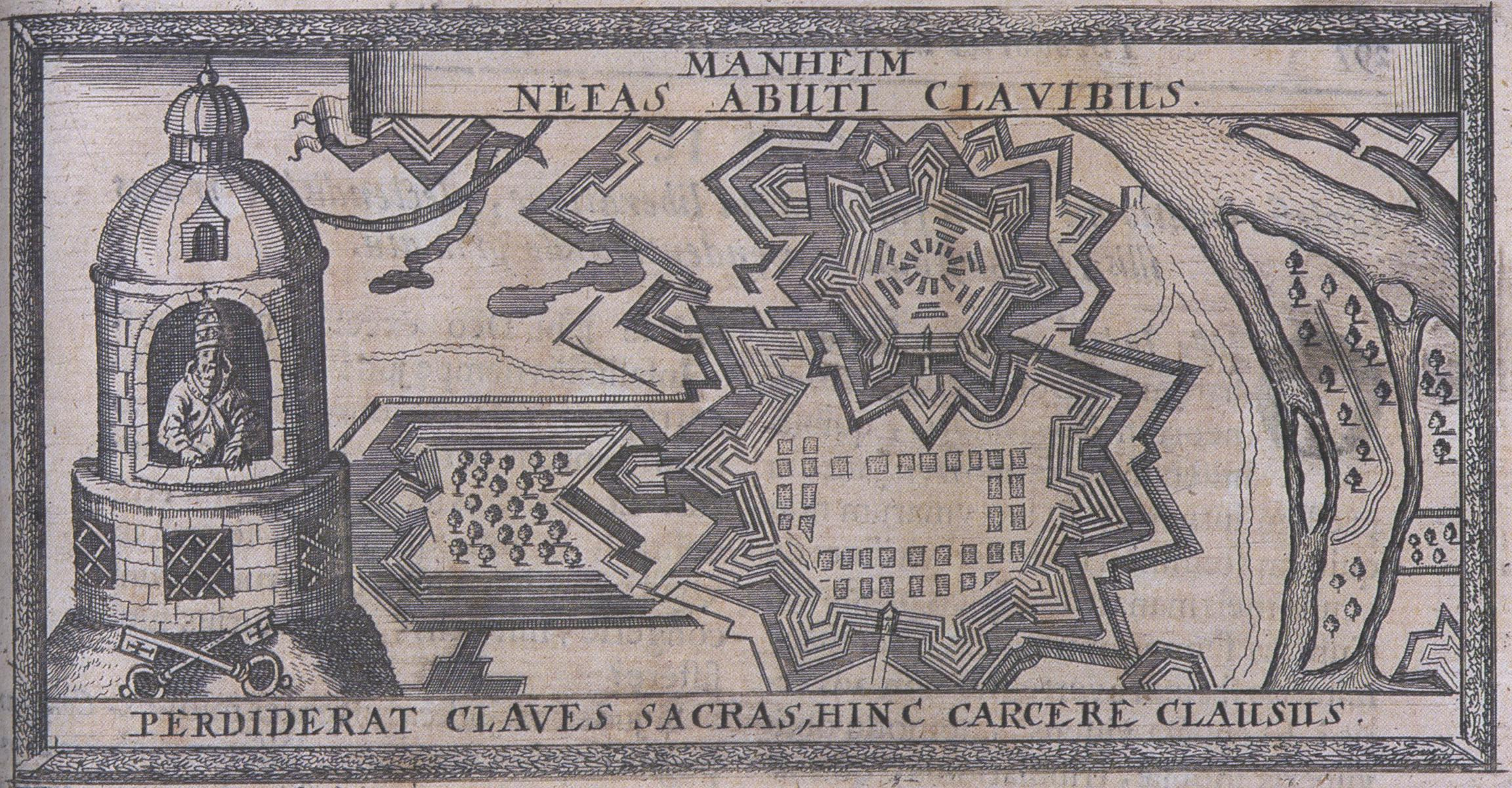
Johannes XXIII. in der Haft zu Mannheim, Stich, 1697

- 20. März: Johannes XXIII., der einzige der drei Päpste des Abendländischen Schismas, der am Konzil teilgenommen hat, flieht mit Unterstützung von Herzog Friedrich IV. aus Konstanz.
- 6. April: Das Konzil von Konstanz veröffentlicht das Dekret Haec sancta, womit es sich über den Papst stellt.
- 29. April: Johannes XXIII. wird auf der Flucht in Freiburg festgenommen und an den böhmischen König Sigismund ausgeliefert.
- 4. Mai: Das Konzil von Konstanz erklärt den 1384 verstorbenen englischen Kirchenreformator John Wyclif zum Ketzer und befiehlt, seine Gebeine zu verbrennen, was im Jahr 1428 tatsächlich geschieht.
- 29. Mai: Das Konzil erklärt Johannes XXIII. für abgesetzt. Dieser stimmt seiner Absetzung am 31. Mai zu.
- 4. Juli: Papst Gregor XII. tritt auf Drängen des Konzils zurück und wird dafür zum päpstlichen Legaten auf Lebenszeit ernannt.
- 4. Juli: Das Konzil erklärt den dritten Papst Benedikt XIII. für abgesetzt.
- 6. Juli: Jan Hus, ein tschechischer Kirchenkritiker, wird nach fast einjähriger Haft trotz Zusicherung freien Geleits als Ketzer dem Feuertod überantwortet.

#### Bischofsernennungen
- Johann II. von Heideck wird als Nachfolger des am 19. September verstorbenen Friedrich IV. von Oettingen Bischof von Eichstätt und damit gleichzeitig Fürstbischof des gleichnamigen Hochstifts.

#### Buddhismus in Tibet
- Deshin Shegpa, 5. Karmapa der Karma-Kagyü-Schule des tibetischen Buddhismus, stirbt.

## Geboren

### Geburtsdatum gesichert
- 25. Februar: Rennyo, japanischer buddhistischer Lehrmeister († 1499)
- 10. März: Wassili II., Großfürst von Moskau († 1462)
- 14. März: Wilhelm II., Graf von Henneberg-Schleusingen († 1444)

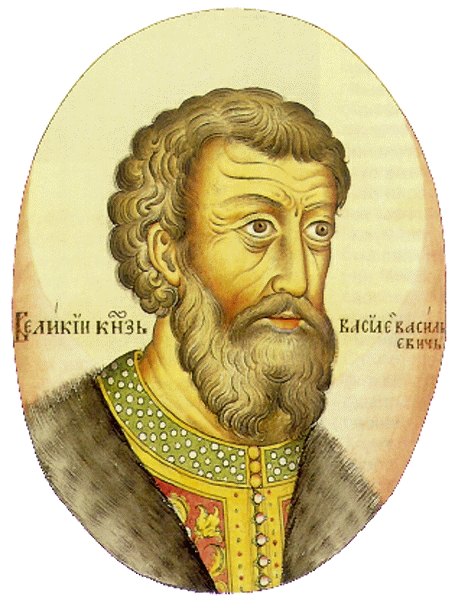
Wassili II., Großfürst von Moskau

- 03. Mai: Cecily Neville, Herzogin von York († 1495)
- 01. August: Pierre von Roubaix, Graf von Roubaix († 1498)

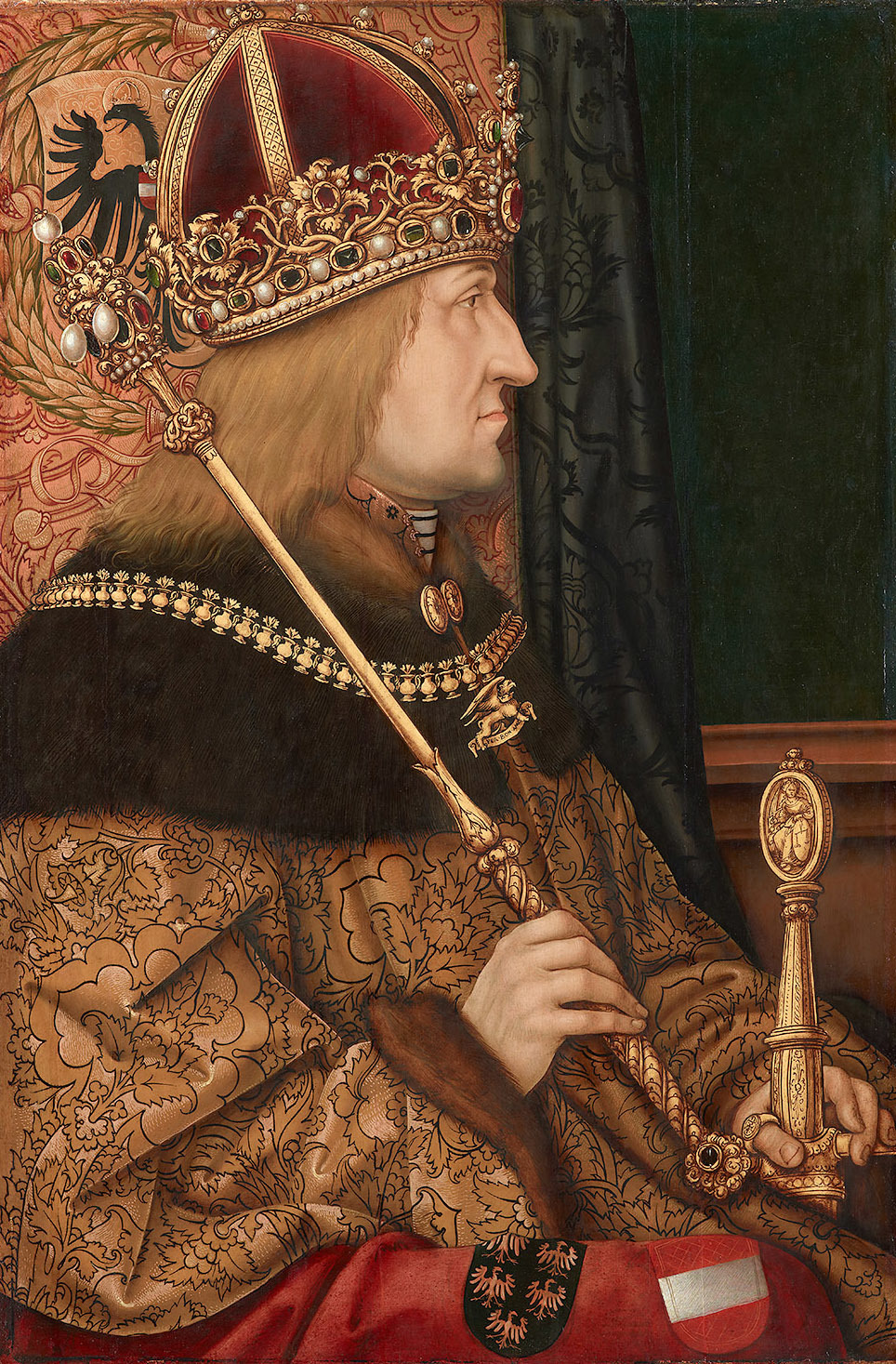
Gemälde Kaiser Friedrich III. von Hans Burgkmair der Ältere

- 12. September: John Mowbray, englischer Adliger († 1461)
- 21. September: Friedrich III., römisch-deutscher Kaiser († 1493)
- 01. Dezember: Jan Długosz, polnischer Diplomat, Historiker und Geograph († 1480)

### Genaues Geburtsdatum unbekannt
- Alfons von Aragonien und Escobar, spanischer Heerführer († 1485)
- Reinoud II. van Brederode, niederländischer Edelmann († 1473)
- Catalano Grimaldi, Herr von Monaco († 1457)
- Sai Tia Kaphut, König von Lan Chang († 1481)
- Angelo Camillo Decembrio, italienischer Autor und Übersetzer († nach 1467)
- Johann II., französischer Adeliger, Graf von Étampes († 1491)
- Hans Schurff, Schweizer Bürgermeister († 1480)

### Geboren um 1415
- John Bourchier, englischer Adeliger und Peer († 1474)
- James Hamilton, englischer Adliger († 1479)
- Muhammad X., Emir von Granada († um 1454)
- Thüring von Ringoltingen, Schweizer Schriftsteller († 1483)
- Andreas Walsperger, deutscher Kartograf

## Gestorben

### Januar bis September
- 000März: Johan Maelwael, flämischer Maler (* um 1365/1370)
- 07. April: Hinrich Westhof, Bürgermeister der Hansestadt Lübeck
- 12. April: Walram III., französischer Adliger, Connétable von Frankreich (* um 1357)
- 15. April: Manuel Chrysoloras, byzantinischer Diplomat und Förderer der griechischen Literatur in Westeuropa (* 1353)
- 06. Juli: Jan Hus, tschechischer christlicher Reformator (* um 1370)

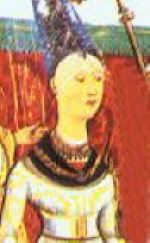
Philippa of Lancaster

- 19. Juli: Philippa of Lancaster, Prinzessin von England und Königin von Portugal (* 1360)
- 05. August: Richard of Conisburgh, englischer Adeliger, 1. Earl of Cambridge (* 1375)
- 05. August: Henry Scrope, englischer Adeliger, 3. Baron of Masham (* um 1376)
- 20. August oder 23. August: Wartislaw VIII., Herzog von Pommern (* 1373)
- 06. September: Peter Mauley, englischer Adeliger, 5. Baron Mauley (* 1378)
- 19. September: Friedrich IV. von Oettingen, Fürstbischof von Eichstätt

### Oktober bis Dezember
- 13. Oktober: Thomas Fitzalan, englischer Adeliger, 12. Earl of Arundel (* 1381)
- 25. Oktober: Charles I. d’Albret, französischer Adeliger, Graf von Dreux (* um 1369)
- 25. Oktober: Robert von Bar, französischer Adeliger, Graf von Soissons und Marle (* um 1390)
- 25. Oktober: Jean IV. de Bueil, französischer Adeliger, Graf von Bueil-en-Touraine
- 25. Oktober: Anton von Burgund, Herzog von Brabant, Limburg und Luxemburg (* 1384)
- 25. Oktober: Jean de Montaigu, Bischof von Chartres und Erzbischof von Sens
- 25. Oktober: Philipp II. von Nevers, französischer Adeliger, Graf von Nevers (* 1389)
- 25. Oktober: Edward of Norwich, englischer Adliger, 2. Herzog von York (* um 1373)
- 25. Oktober: Michael de la Pole, englischer Adeliger, 3. Earl of Suffolk (* 1394)
- 25. Oktober: Eduard III., französischer Adeliger, Herzog von Bar (* 1377)
- 25. Oktober: Johann I., französischer Adliger, Herzog von Alençon (* 1385)
- 25. Oktober: Johann VI., französischer Adeliger, Graf von Roucy und Braine
- 03. November: William Zouche, englischer Adeliger, 4. Baron Zouche of Haryngworth (* um 1373)
- 30. November: Anna, pfälzische Prinzessin und Herzogin von Berg (* 1346)
- 18. Dezember: Louis de Valois, Dauphin von Viennois (* 1397)
- 25. Dezember: Bandello Bandelli, italienischer Kardinal (* um 1350)

### Genaues Todesdatum unbekannt
- Michael de la Pole, englischer Adeliger, 2. Earl of Suffolk (* vor 1367)

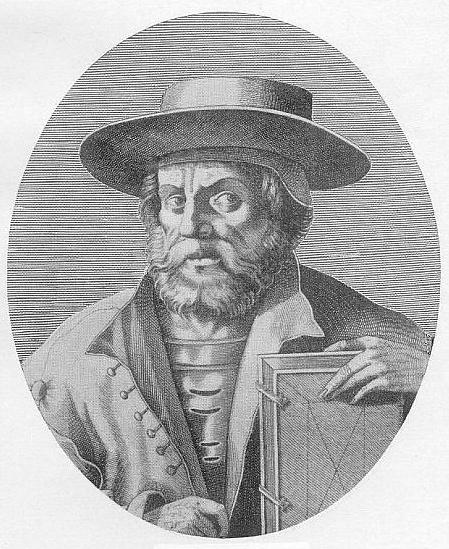
Manuel Chrysoloras

- Rudolf von Mecklenburg-Stargard, Bischof von Schwerin
- Deshin Shegpa, tibetischer Buddhist und 5. Karmapa (* 1384)
- Jakub Matějův ze Soběslavi, tschechischer Gelehrter
- Edo Wiemken der Ältere, erster ostfriesischer Häuptling von Östringen und Rüstringen
- Bernhard VI., Landesherr der Herrschaft Lippe (* um 1370)